# Runenstein von Hol

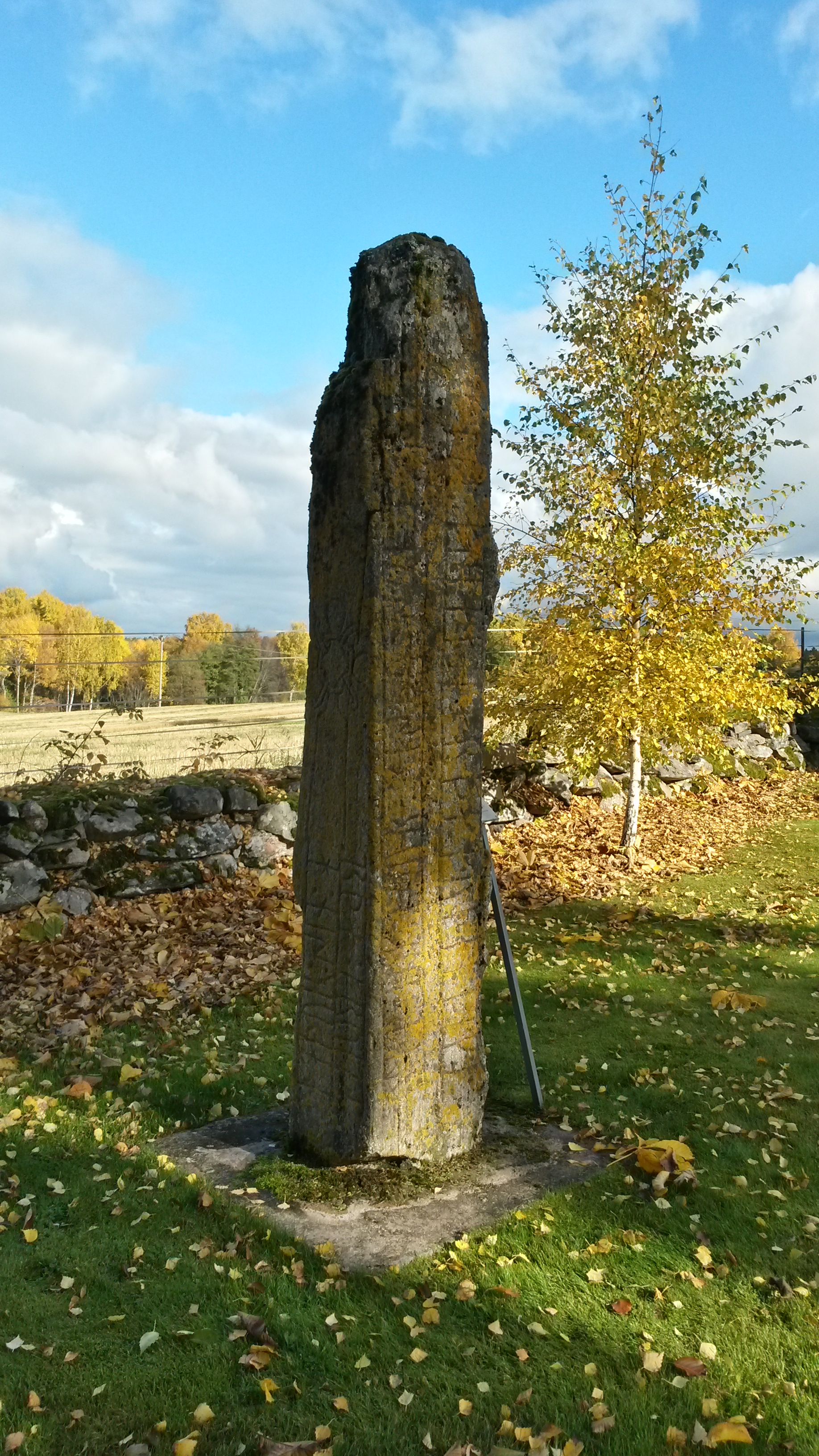
Der neue Runenstein von Hol

Der säulenartige Runenstein von Hol (Samnordisk runtextdatabas Vg NOR1997;27 oder VgNf1996) steht südlich der Kirche von Hol bei Vårgårda in Västergötland in Schweden. Im Waffenhaus der Kirche steht der Runenstein Vg 155.
Der wikingerzeitliche Runenstein aus grobkörnigem Gneis ist 2,95 m hoch, 0,51–0,53 m breit und 0,30–0,39 m dick. Die zwischen 18 und 11 cm hohe Runeninschrift beginnt unten links und folgt den Seiten des Steins in einem U-förmigen Band. Die Titelseite ist gut erhalten, weil der Stein mit dieser Seite nach unten in die Kirchenmauer eingesetzt wurde. Die Inschrift auf der Schmalseite ist in der Mitte abgetragen, da die Seite in der Wand nach außen gerichtet war. 
Der Text lautet: „Ulf und Assur errichteten diesen Stein nach Aslak, einem sehr guten thegn, sein Vater, ein großer Freund.“
Die Namen Ulf und Assur sind gängige Namen in Runeninschriften, während der Name Aslak in Westschweden und in Norwegen am häufigsten verwendet wurde. Der Begriff „ein sehr guter tägn (tegn)“ ist eine bekannte Ergänzung im lokalen Stil.

Runensteine von Hol
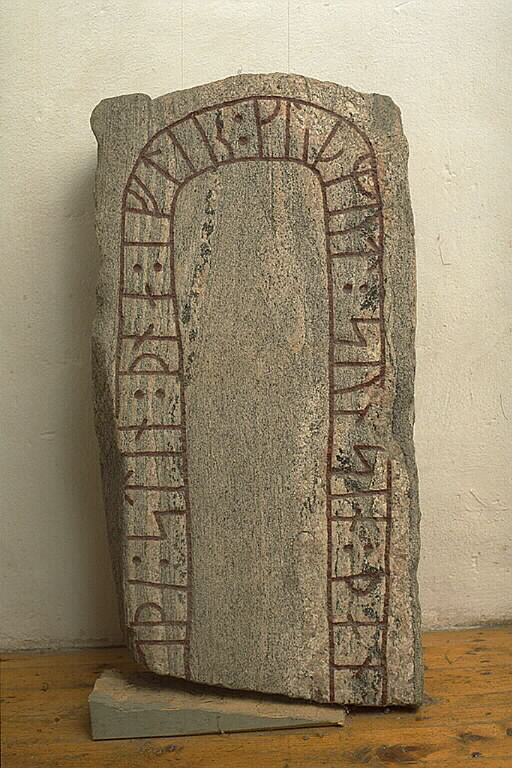
Der ältere Runenstein von Hol (Vg 155)
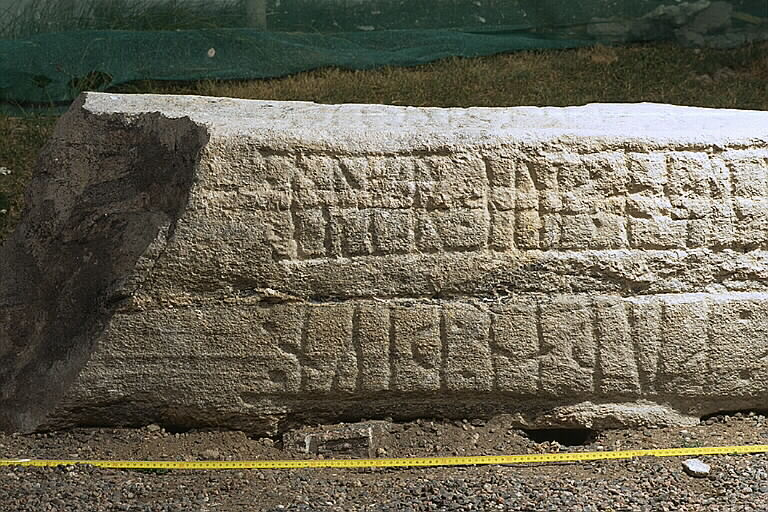
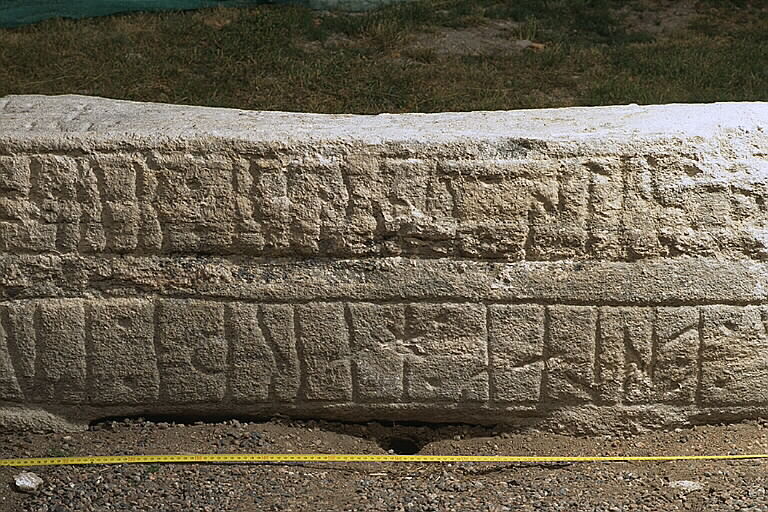
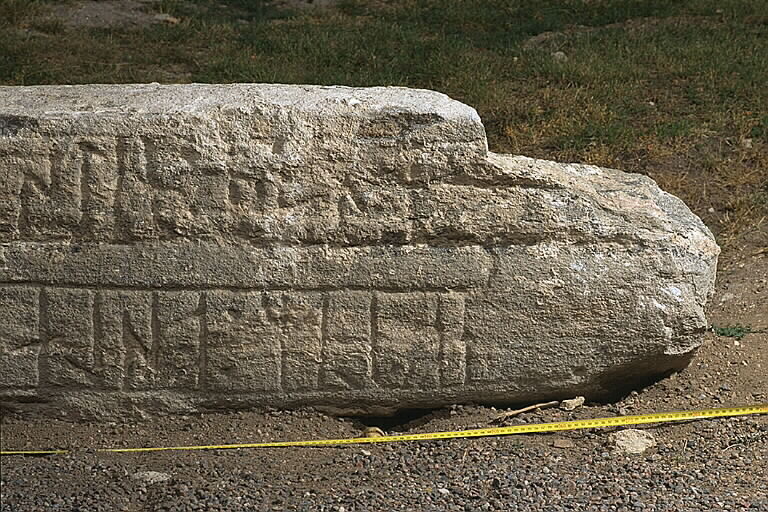

Der Stein wurde 1996 gefunden, als der Putz der Außenwände der Kirche im Zusammenhang mit Restaurierungsarbeiten entfernt wurde. Er wurde aus der Wand geholt und die Oberflächen wurden 1996 gereinigt und bemalt.
In der Nähe liegen die Felsritzungen von Godegården und das Gräberfeld von Hol.